# Thecturota subtilior
Thecturota subtilior är en skalbaggsart som beskrevs av Max Bernhauer 1907. Thecturota subtilior ingår i släktet Thecturota och familjen kortvingar. Inga underarter finns listade i Catalogue of Life.